# Rüdesheimer Platz (métro de Berlin)
Rüdesheimer Platz est une station de la ligne 3 du métro de Berlin, située dans le quartier de Wilmersdorf.

## Situation sur le réseau
La station est située entre Heidelberger Platz au nord, en direction de Nollendorfplatz et Breitenbachplatz au sud-ouest, en direction de Krumme Lanke. Elle est établie sous la Rüdesheimer Straße, au niveau de la place qui lui donne son nom. Elle comprend deux voies de circulation qui encadrent un quai central.

## Histoire
La station est ouverte le 12 octobre 1913, en même temps que la mise en service de la ligne entre Wittenbergplatz et Thielplatz.
La commune de Wilmersdorf, afin de garder une grande réputation, s'adresse à l'architecte Wilhelm Leitgebel qui conçoit également les stations voisines Breitenbachplatz et Heidelberger Platz, choisit pour la station des motifs évoquant principalement la vigne et le vin, inspirés des noms des rues du quartier. Il fait appel au sculpteur Martin Meyer-Pyritz.
La place est réaménagée parallèlement à la construction de la station. Les plans de Paul Jatzow entre 1910 et 1914 mettent la station au milieu d'un pâté d'immeubles de trois et quatre étages.
Pendant la Seconde Guerre mondiale, la station subit des dommages. Après 1945, les bouches sont refaites à l'identique mais sous une forme simplifiée. En 1987 et 1988, la BVG réalise des travaux qui redonnent à la station en grande partie son aspect d'origine. En 2006-2007, le sol en dalles d'asphalte noir est remplacé par un carrelage en granit clair et des bandes podotactiles sont installées. Enfin en 2019, la station devient accessible avec la mise en service d'un ascenseur.

## Services aux voyageurs

### Accès et accueil
La station comprend deux bouches ainsi qu'un accès par ascenseur.

### Intermodalité
La station est en correspondance avec la ligne d'autobus no 186 de la BVG.